# Jean Deflassieux
 (mai 2017).
Si vous disposez d'ouvrages ou d'articles de référence ou si vous connaissez des sites web de qualité traitant du thème abordé ici, merci de compléter l'article en donnant les références utiles à sa vérifiabilité et en les liant à la section « Notes et références ».
Jean Sébastien Deflassieux, né le 11 juillet 1925 à Cap-d'Ail (Alpes-Maritimes) et mort le 22 juillet 2009 à Monaco, est un banquier français.

## Biographie

### Formation
Il étudie au lycée Albert-Ier à Monaco, puis au lycée Janson-de-Sailly à Paris. 
Il est diplômé de l’Ecole des hautes études commerciales (HEC) et de la London School of Economics.

### Carrière
Il entre au Crédit lyonnais en tant que rédacteur à la direction des études financières du Crédit lyonnais, en 1948. Il gravit tous les échelons, s'occupant notamment du développement international de la banque, avant de devenir président de 1982 à 1986. 
Jean Deflassieux reste président honoraire du Crédit lyonnais après son éviction et poursuit sa carrière à la Banque des échanges internationaux (BDEI), qu'il présida de 1987 à 1996, puis chez Euralille, dont il fut également président entre 1988 et 1990. Il est président chez AIG de 1991 à 1994. 
Il préside la Ligue européenne de coopération économique (LECE) pour la France, de 1983 à 2006.
Sous le nom de Jean-Pierre Barel, il est membre du comité directeur du parti socialiste entre 1971 et 1979.
Il est commandeur de la Légion d'honneur au titre de la Résistance, de l'ordre du Mérite et titulaire de la Croix de guerre 1939-1945.